# Esthétique de l'Oulipo
Pour les articles homonymes, voir Esthétique (homonymie).
Esthétique de l'Oulipo est le titre d'un essai de littérature et de linguistique publié par Hervé Le Tellier en 2006 au Castor astral  (ISBN 2-85920-633-7).

## Résumé
Existe-t-il une "esthétique" de l'Oulipo ? Cette question que pose Hervé Le Tellier, écrivain membre du groupe et linguiste, est provocatrice :  le groupe n'a en effet aucune définition du "beau" en littérature. 
Son approche, basée sur l'idée d'une esthétique de la complicité tissée entre auteur oulipien et lecteur oulipien, récuse l'idée d'une définition possible de la beauté littéraire et renvoie au double concept d'élégance, utilisé en mathématique, et de connivence textuelle.
Hervé Le Tellier définit ainsi différents niveaux de complicité, basés sur la langue, la culture langagière, les jeux de langage, la "civilité", etc. L'ouvrage conclut sur la dimension humaniste, épicurienne, encyclopédiste, de l'Oulipo.